# Quan chế nhà Lê sơ
Quan chế Hậu Lê là hệ thống các định chế cấp bậc phẩm hàm quan lại phong kiến kiểu Trung Hoa, được áp dụng ở Việt Nam dưới thời Lê sơ và một phần dưới thời Lê trung hưng.
Tiêu biểu cho 2 thời kỳ trên của nhà Lê, là 2 kiểu: quan chế đời Hồng Đức (thời Lê sơ), và quan chế đời Bảo Thái (Lê trung hưng).

## Lịch sử biến động của quan chế nhà Lê sơ
Thời Lê Thái Tổ, hệ thống quan chế chưa hoàn thiện. Ông cho chia đất nước ra làm 5 đạo gồm Đông Đạo, Tây Đạo, Nam Đạo, Bắc Đạo và Hải Tây Đạo. Mỗi đạo đặt một vệ quân, mỗi Vệ đặt chức Tổng quản.
Bên trong, những quan chức đứng đầu gồm: Tả hữu tướng quốc, Kiểm hiệu bình chương quân quốc trọng sự, Đại tư đồ, Tư không, Đại tư mã, Tư khấu, Thái phó, Thái bảo, Thái úy, Thiếu phó, Thiếu bảo, Thiếu úy, Tả hữu bộc xạ, Hữu bật, Thượng thư lệnh, Đặc tiến khai phủ nghi đồng tam ti. Là những chức hàng đầu, tham dự triều chính, ban cho bề tôi có công.
- Ban văn: 
  - Đại hành khiển và hành khiển của 5 đạo. Hành khiển đứng đầu một đạo, bên dưới là Tham tri, Đồng tri, Chủ bạ, Đạo thuộc, Đô tri (coi việc kho lương).
  - Bộ thượng thư: chỉ mới có 2 bộ là bộ Lại và bộ Lễ (Nguyễn Trãi làm Thượng thư bộ Lại). Bên trong là các chức Lang trung, Viên ngoại lang, Chủ sự.
  - Nội mật viện: Khu mật viện sứ, Khu mật viện phó sứ, Tri viện sự, Đồng tri viện sự, Thiêm tri viện sự và Chánh chưởng.
  - Trung Thư sảnh: Trung thư lệnh, Thị lang, Xá nhân và Sảnh thuộc.
  - Hoàng Môn sảnh: Thị lang.
  - Môn Hạ sảnh: Tri ty sự, Thị lang, Lang trung, Khởi xá nhân, Tả hữu gián nghị đại phu, Tả hữu nạp ngôn, Bí thư giám, Học sĩ.
  - Hàn Lâm viện: Đại học sĩ, Thừa chỉ, Học sĩ, Thị giảng, Thị độc, Trực học sĩ, Tri chế cáo, Đãi chế, Hiệu khám.
  - Ngũ Hình viện: gồm Thẩm hình, Tả hình, Hữu hình, Tường hình, Tư hình. Các chức Lang trung, Đại phu, Viện sứ, Trị viện sự, Thiêm tri viện sự cùng giám sát.
  - Ngự Sử đài: Ngự sử đại phu, Thị ngự sử, Trung thừa, Phó trung thừa, Giám sát ngự sử, Chủ bạ, Đô ngự sử, Phó đô ngự sử, Thiêm đô ngự sử.
  - Quốc tử giám: Tế tửu, Tư nghiệp, Trực giảng, Bác sĩ, Trợ giáo, Giáo thụ, Đề điệu, Thượng xá nhân, Trung xá nhân, Hạ xá nhân.
  - Quốc Sử viện: Tu soạn, Tu sử, Đồng tu sử.
  - Nội Thị sảnh: Đô tri, Chánh giám, Phó giám, Thân tùy xá nhân.
  - Ngự tiền tam cục: gồm các cục Cận thị, Chi hậu, Học sĩ. Mỗi cục đều có Cục trưởng, Cục phó.
  - Tam quán: gồm có Nho Lâm quán, Sùng Văn quán, Tú Lâm cục. Mỗi quán đều có Tri quán sự, Tư huấn, Điễn nghĩa.
  - Thái sử viện: Thái sử lệnh, Thái sử thừa, Linh đài lang, Thái chúc, Chưởng lịch.
  - Dưới nữa là Lỗ bộc ty, Trúc mộc ty, đều có các chức Đô giám, Đồng giám. Các cục, thự gồm Biểu tập cục, Trân mỹ cục, Đồng văn thự, Thái quan thự, đều có các chức Chánh chưởng, Phó chưởng.
- Ban võ: trong phạm vi gồm 6 quân Ngự tiền (Ngự tiền võ sĩ, Ngự tiền trung quân, Tả dực thánh quân, Hữu dực thánh quân, Tiền dực thánh quân, Hậu dực thánh quân); 5 đội quân Thiết đột; các Vệ quân ở 5 Đạo.
  - Đại tổng quản, Đại đô đốc, Đô tổng quản.
  - Tổng quản, Đô đốc, Đồng tổng quản, Đồng tổng binh, Quản lãnh, Tả hữ ban Đô tri, Ngũ đạo tư mã.
  - Điện tiền đô kiểm điểm, Điện tiền đô áp nha, Điện tiền đô chỉ huy sứ.
  - Điện tiền chỉ huy sứ, Điện tiền chỉ huy phó sứ, Tứ sương chỉ huy sứ, Tứ sương chỉ huy phó sứ, Tổng hạt, Phụng tuyên sứ.
  - Quan ngoài các lộ: Tổng quản, Đồng tổng quản, Đồng tổng tri, Đồng tri, Quản lãnh, Trấn phủ sứ, Tuyên úy đại sứ, Tuyên úy sứ.
  - Quan ngoài các châu: Phòng ngự sứ, Chiêu thảo sứ, giúp quản lý dân chúng.
  - Tri châu, Đại tri châu: để phong cho các tù trưởng phiên thuộc.

Ở các nơi lộ, châu, hiểm yếu, có các chức: Lộ đặt Tri phủ, Chưởng ấn, Trấn phủ sứ, An phủ sứ, Tuyên phủ sứ; Huyện đặt Tuần án, Chưởng ấn, Chuyển vận sứ, Chuyển vận phó sứ.
Phẩm trật các chức vụ vốn đã có đầy đủ, nhưng tài liệu đã mất nhiều nên chỉ còn tên gọi các chức và cao thấp cơ bản, không rõ cao thấp cụ thể chi tiết hơn. Đời Thiên Hưng Đế, bắt đầu đặt định đầy đủ Lục bộ, Lục khoa, đặt định các quan ở châu huyện.
Đến đời Lê Thánh Tông, hệ thống quan chế đã đạt tới độ hoàn thiện nhất thời Lê sơ, và đi vào ổn định, các đời sau của thời kỳ Lê sơ đều áp dụng mà ít thay đổi. Cùng với việc cải cách hành chính: chia đất nước thành các thừa tuyên với từng bộ máy hành chính địa phương; hệ thống quan chế thời Lê Thánh Tông còn được sử dụng về cơ bản trong cả các triều đại Việt Nam về sau.
Thời kỳ Lê trung hưng, các hoàng đế nhà Lê chỉ đóng vai trò nghi thức, mọi thực quyền đều tập trung trong tay chúa Trịnh. Phủ chúa Trịnh là nơi điều hành đất nước.

## Quan chế Hồng Đức
Thời Hồng Đức (1471 - 1497), Thánh Tông Thuần hoàng đế đã hoàn chỉnh bộ máy quan lại.
Ban văn gồm các cơ quan: Lục bộ, Lục tự, Lục khoa, Ngự sử đài, Hàn lâm viện, Đông các, Quốc tử giám, Quốc sử viện, Phủ doãn, Cung sư phủ (hầu hạ Đông cung), Tư thiên giám, Thái y viện, Bí thư giám, Trung thư giám, Hoa văn giám.
Ban võ gồm các cơ quan: năm Phủ; hai Vệ; bốn vệ Hiệu lực; bốn vệ Thần võ (tiền, hậu, tả, hữu); sáu vệ Điện tiền; bốn vệ Tuần tượng; bốn vệ Mã nhàn...là những chức Túc vệ, làm việc trong cung, bảo vệ hoàng cung và chăm sóc voi, ngựa. Còn các vệ, sở, đô ty, giang hải tuần kiểm...là những chức bên ngoài.

### Văn giai
- Chánh nhất phẩm: Thái sư, Thái phó, Thái bảo (tam thái).

- Tòng nhất phẩm: Thái tử thái sư, Thái tử thái phó, Thái tử thái bảo.

- Chánh nhị phẩm: Thiếu sư, Thiếu phó, Thiếu bảo.

- Tòng nhị phẩm: Thượng thư lục bộ, Thái tử thiếu sư, Thái tử thiếu phó, Thái tử thiếu bảo.

- Chánh tam phẩm: Đô ngự sử.

- Tòng tam phẩm: Tả và Hữu Thị lang, Tả và Hữu Tôn chính phủ Tôn nhân (Tôn Nhân Phủ tả hữu tôn chính), Tả và Hữu Xuân phường, Tả và Hữu Dục đức, Thừa tuyên sứ.

- Chánh tứ phẩm: Hàn lâm viện thừa chỉ, Phó Đô ngự sử, Tả và Hữu Trung Doãn.

- Tòng tứ phẩm: Đông các đại học sĩ, Quốc tử giám tế tửu, Thông chính sứ, Tham chính.

- Chánh ngũ phẩm: Hàn lâm viện thị đọc, Thiêm đô ngự sử, Tự khanh lục tự[2], Thiêm sự, Phụng Thiên phủ doãn.

- Tòng ngũ phẩm: Hàn lâm viện thị giảng, Đông các học sĩ, Quốc tử giám tư nghiệp, Tả và Hữu Thuyết thư, Tham nghị.

- Chánh lục phẩm: Hàn lâm viện thị thư, Đông các hiệu thư, Hiến sát sứ, Lang trung lục bộ, Thiếu khanh lục tự, Phụng Thiên thiếu doãn, Đoán sự các Vệ, Kinh lịch ngũ phủ.

- Tòng lục phẩm: Hàn lâm viện đãi chế, Bí thư giám điển thư, Tả và Hữu Tư giản các vương phủ, Viên ngoại lang lục bộ, Tri phủ.

- Chánh thất phẩm: Hàn lâm viện hiệu lý, Đề hình giám sát ngự sử, Giám sát ngự sử (13 đạo), Đô cấp sự trung (6 khoa), Tự thừa (lục tự), Phụng Thiên hiệu úy, Hiến sát phó sứ, Trưởng sử các vương phủ.

- Tòng thất phẩm: Hàn lâm viện kiểm thảo, Thông phán, Bí thư giám điển hàn, Tri huyện, Tri châu.

- Chánh bát phẩm: Tư Huấn ở Nho Lâm các và Tú Lâm cục; Cấp sự trung (6 khoa), Hàn lâm viện tu soạn, Quốc tử giám giáo thụ.

### Võ giai
- Chánh nhất phẩm: Thái sư, Thái phó, Thái bảo, Thái úy.

- Tòng nhất phẩm: Thiếu sư, Thiếu phó, Thiếu bảo, Tả và Hữu Đô đốc.

- Chánh nhị phẩm: Thiếu úy, Đô kiểm điểm, Đề đốc, Đô đốc đồng tri.

- Tòng nhị phẩm: Đô đốc thiêm sự, tả và hữu Kiểm điểm, Tham đốc.

- Chánh tam phẩm: Đô chỉ huy sứ, Đô tổng binh sứ.

- Tòng tam phẩm: Đô chỉ huy đồng tri.

- Chánh tứ phẩm: Đô chỉ huy thiêm sự, Chỉ huy sứ, Tổng binh thiêm sự.

- Tòng tứ phẩm: Chỉ huy sứ đồng tri, Tổng binh đồng tri, Đô tri.

- Chánh ngũ phẩm: Chỉ huy thiêm sự, Lực sĩ hiệu úy, Phó đô tri, Tổng lĩnh, Quản lĩnh, Thiên hộ.

- Tòng ngũ phẩm: Phó thiên hộ, Trung úy, Phó quản lĩnh.

- Chánh lục phẩm: Phó trung úy, Chánh võ úy, Bách hộ, Chánh đề hạt.

- Tòng lục phẩm: Đề hạt, Hiệu úy các nha, Kinh lược đồng tri, Phòng ngự sứ, Tả và Hữu Đề điệm.

- Chánh thất phẩm: Phó võ úy, Phó đề hạt.

- Tòng thất phẩm: Vệ úy, Phó vệ úy.